# 米爾頓凱恩斯2015年至2016年球季
米爾頓凱恩斯2015年至2016年球季（英語：2015–16 Milton Keynes Dons F.C. season）是米尔顿凯恩斯足球俱乐部在英格蘭足球聯賽第12個球季，自去季取得英甲亞軍升班至第二級的英格蘭足球冠軍聯賽的首個球季。

## 球員名單
粗體字為本季新加盟球員

## 外部連結
- 米尔顿凯恩斯官方網站 （页面存档备份，存于）
- MK Dons @ Soccerbase （页面存档备份，存于）
- espnfc: Milton Keynes Dons Home （页面存档备份，存于）
- mkdons-mad （页面存档备份，存于）
- historicalkits.co.uk: SkyBET Championship 2015 - 2016 （页面存档备份，存于）